# Diwan (compagnie aérienne)
Pour les articles homonymes, voir Diwan.
Diwan (code OACI : DWA) était une compagnie d'aviation française basée opérationnellement sur l'aéroport de Lorient dans le département du Morbihan.

## Histoire

### Diwan
La compagnie aérienne Diwan avait été créée le 1er juin 1992 par Joseph Jeuland qui avait déjà été propriétaire d'une compagnie d'avion taxi basée sur l'aéroport de Rennes, la compagnie Air Bretagne Service.
Diwan avait sa base opérationnelle sur l'aéroport de Lorient.
Elle s'était spécialisée dans les vols à la demande pour le transport de passagers au départ de l'aéroport de Lorient mais surtout pour transporter les marins-pêcheurs des bases avancées dans les îles Britanniques (Écosse et pays de Galles).
Elle représentait la compagnie Air Provence pour la région Grand Ouest de la France à qui elle louait ses avions Gulfstream G159 de 19 ou 24 places.
Le siège de Diwan était établi sur l'aéroport de Rennes.
Joseph Jeuland avait choisi le nom Diwan pour « incarner l'identité bretonne dans le transport aérien ».
Diwan avait cessé son activité le 26 mars 1997, date du retrait de son autorisation de vol.

### Air Provence International
La compagnie marseillaise "Air Provence International", présidée par Jean-Pierre Rozan, détenait 49 % des parts de la SARL Diwan.
Diwan représentait Air Provence pour le grand ouest.
C'est sous pavillon d'Air Provence que la compagnie Diwan volait avant d'obtenir celle en son nom propre.

### Les compagnies aériennes lorientaises et le port de pêche de Lorient
L'activité des compagnies aériennes créées à Lorient est étroitement liée à la pêche. Lorient est la ville aux 5 ports et le 1er port de pêche de France.
C'est après la disparition d'Air Lorient en 1986 que fut créée la compagnie aérienne Diwan, chargée d'assurer le transport des marins vers les bases avancées pour l'armement Jégo-Quéré, 1er armateur de pêche français.
Après elle, c'était Air Bretagne qui avait pris le relais pour le compte d'Intermarché.
En 2005, c'était la compagnie aérienne lorientaise Air ITM appartenant au Groupement Les Mousquetaires-Intermarché, qui exploitait sur l'aéroport de Lorient, un jet biréacteur de 9 places (immatriculé F-HITM) pour le compte de l'armateur Scapeche (Groupement Les Mousquetaires-Intermarché également, 1er armateur français de pêche fraiche) et qui assurait de façon hebdomadaire les rapatriements sur Lorient des marins débarquant des bateaux du groupe basés en Écosse et en Irlande.
À la suite de la vente de l'unique avion d'Air ITM en 2021, la compagnie VallJet assurait cette mission avant la création d'une nouvelle compagnie lorientaise, Lorizon Aircraft qui assure dorénavant cette mission de rapatriement des marins en Embraer ERJ-135 de 37 places. Néanmoins, coup de théâtre le 24 avril 2024 lorsque le Tribunal de Commerce de Bordeaux plaçait en redressement judiciaire Millésime Aviation, titulaire de la licence de vol de Lorizon Aircraft. La Scapêche/Intermarché effectue dorénavant sa mission de rapatriement des marins entre Inverness-Cork et Lorient par d'autres compagnies aériennes affrétées,.

## Flotte
La SARL Diwan louait à l'heure les avions d'Air Provence.

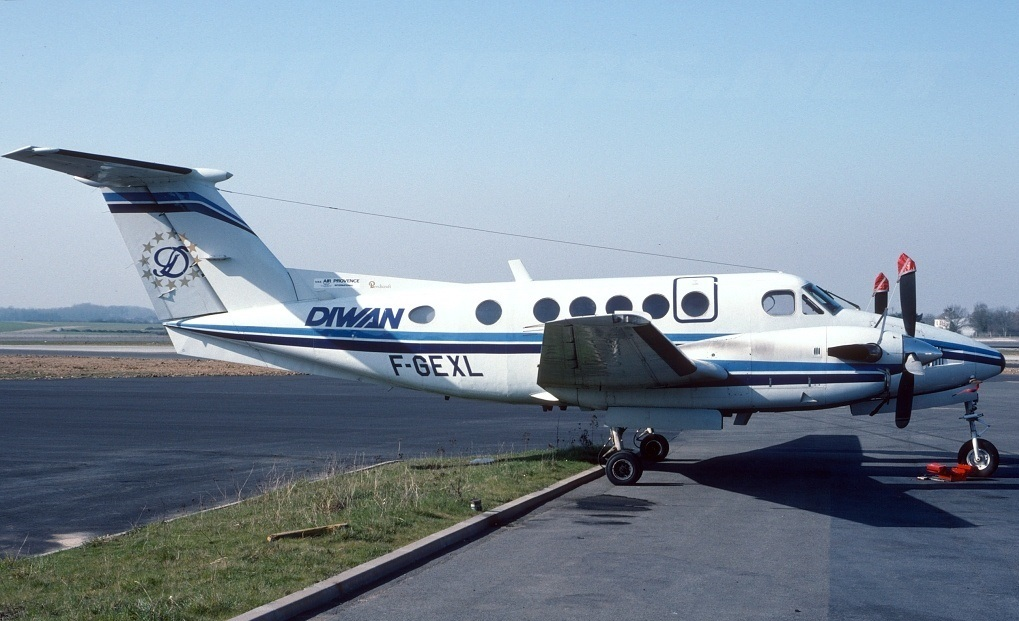
BEECH 200 de la compagnie DIWAN (Air Provence) en 1993

En 1992, Air Provence et Diwan exploitait sur Lorient, un Gulfstream G-159, un bi turbo-propulseur d'une capacité de 24 passagers (vitesse de croisière: 460 km/h et rayon d'action de 3 500 km).
En février 1993, ce sont deux avions qui étaient basés sur Lorient, toujours le Gulfstream G 159 de 24 places (F-GFIB) et un de 19 places (F-GFGT).
Enfin, le 9 mai 1995, Diwan enregistrait deux avions à son nom auprès de la DGAC. Le Beech 200 n° F-GEXL et le Gulfstream G159 n° F-GFIB.

## Activité aérienne
En plus de proposer des voyages pour groupes à la demande (voyages d'affaires ou déplacements d'équipes sportives, par exemple), Diwan assurait depuis septembre 1992, les lignes non commerciales suivantes :
- Lorient-Inverness (2 vols allers et retours par semaine)
- Lorient-Swansea (2 rotations également qui passent à 3 rotations)

Début 1993, Diwan commercialisait à la clientèle touristiques les quelques places libres à bord de ses avions qui assuraient la liaison vers Inverness. Elle proposait alors aux Lorientais de découvrir la région (golf, pêche, chasse et whisky écossais).
Diwan avait pour projet, en 1992, la création de la ligne régulière Lorient-Lyon, très attendue par la chambre de commerce du Morbihan, gestionnaire de l'aéroport.